# Рошнево (Великолукский район)
Рошнево — деревня в Великолукском районе Псковской области России. Входит в состав сельского поселения «Пореченская волость».
Расположена в 40 км к югу от райцентра Великие Луки и в 5 км к востоку от волостного центра Поречье.

## Население
Численность населения деревни по состоянию на 2000 год составляла 5 жителей.